# 佐藤悦子 (心理学者)
佐藤 悦子（さとう えつこ、1934年2月 - 2010年5月10日）は、日本の心理学者。
青森市生まれ。立教大学文学部心理学科卒、いったん職についたのち、1962年立教大学大学院修士課程修了。1969年コロンビア大学大学院修士課程修了。1969年ダートマス大学講師、1973年ベイラー医科大学講師、1977年テキサス大学講師、1981年立教大学助教授、1986年教授、社会福祉研究所副所長。1999年立教大を定年退任、名誉教授。2000-2002年立教女学院短期大学学長を務めた。

## 著書
- 『世代別にみる離婚 危機とその克服』オール出版 1984
- 『姑とうまく付き合う法』学陽書房 1984
- 『家族内コミュニケーション』勁草書房 1986
- 『向かいあう夫と妻 コミュニケーションを見直す』創元社 社会心理学選書 1987
- 『恋がうまくいかない理由  幸福になれる愛のセラピー』大和出版 1992
- 『恋の仕掛け人はあなた 彼から誘わせる、本気にさせる心理学』ごま書房 ゴマブックス 1994 「恋上手になるための恋愛レッスン」改題
- 『ポジティブに自分が変わる本 まず、できることから始めてみよう』大和出版 1995
- 『愛が終わる理由 新しい「恋」と「人生」をみつけるヒント』大和出版 1997
- 『「素敵な自分」の探しかた』三笠書房 1998
- 『夫婦療法 二者関係の心理と病理』金剛出版 1999
- 『「なりたい自分」になる5つのレッスン まず、できることから始めてみよう』大和出版 2000
- 『この恋をうまく育てる7つのレッスン 眠っている「恋愛能力」を引き出す本』大和出版 2000

### 共著
- 『欲の研究 アナタのその欲望を充たすために』山本峯章、林幸範共著 フォー・ユー 日本実業出版社 (発売) 1998

### 翻訳
- マリー・スタイシェン・カルドロン/ジェイムズ・W.レイミー『子どもと性を話そう』河出書房新社 1984
- グレゴリー・ベイトソン/ジャーゲン・ロイシュ『コミュニケーション 精神医学の社会的マトリックス』ロバート・ボスバーグ共訳 思索社 1989
  - 改題『精神のコミュニケーション』新思索社 1995
- ジェイ・ヘイリィ『家族療法 問題解決の戦略と実際』川島書店 1985
- クロエ・マダネス『戦略的セラピーの技法 マダネスのスーパービジョン事例集』金剛出版 2000